# رفتار حیوانی
رفتار حیوانی (انگلیسی: Animal Behaviour) یک پویانمایی کوتاه به کارگردانی الیسون اسنودن و دیوید فاین است که در سال ۲۰۱۸ منتشر شد. این پویانمایی در نود و یکمین دوره جوایز اسکار نامزد جایزه اسکار بهترین پویانمایی کوتاه شده‌است.